# Babakan (Tenjo)
Babakan is een bestuurslaag in het regentschap Bogor van de provincie West-Java, Indonesië. Babakan telt 9530 inwoners (volkstelling 2010).